# Polska na Halowych Mistrzostwach Europy w Lekkoatletyce 2000
Polska na Halowych Mistrzostwach Europy w Lekkoatletyce 2000 – reprezentacja Polski podczas zawodów w belgijskiej Gandawie zdobyła trzy medale.

## Wyniki reprezentantów Polski

### Mężczyźni
- bieg na 60 m
  - Marcin Krzywański odpadł w półfinale
  - Piotr Balcerzak odpadł w eliminacjach
- bieg na 200 m
  - Ryszard Pilarczyk odpadł w eliminacjach
  - Marcin Urbaś odpadł w eliminacjach
- bieg na 800 m
  - Wojciech Kałdowski nie wystartował w półfinale
  - Grzegorz Krzosek odpadł w eliminacjach
- bieg na 1500 m
  - Piotr Rostkowski odpadł w eliminacjach
- bieg na 60 m przez płotki
  - Tomasz Ścigaczewski zajął 3. miejsce
- skok w dal
  - Grzegorz Marciniszyn odpadł w kwalifikacjach
- siedmiobój
  - Krzysztof Andrzejak zajął 8. miejsce

### Kobiety
- bieg na 60 m
  - Marzena Pawlak odpadła w eliminacjach
- bieg na 200 m
  - Zuzanna Radecka odpadła w półfinale
- bieg na 800 m
  - Aleksandra Dereń odpadła w eliminacjach
- bieg na 1500 m
  - Lidia Chojecka odpadła w eliminacjach
- bieg na 3000 m
  - Lidia Chojecka zajęła 2. miejsce
- skok o tyczce
  - Monika Pyrek odpadła w kwalifikacjach
- pchnięcie kulą
  - Krystyna Zabawska zajęła 5. miejsce
- pięciobój
  - Urszula Włodarczyk zajęła 3. miejsce
  - Izabela Obłękowska zajęła 7. miejsce